# Katholieke Kerk in de Comoren

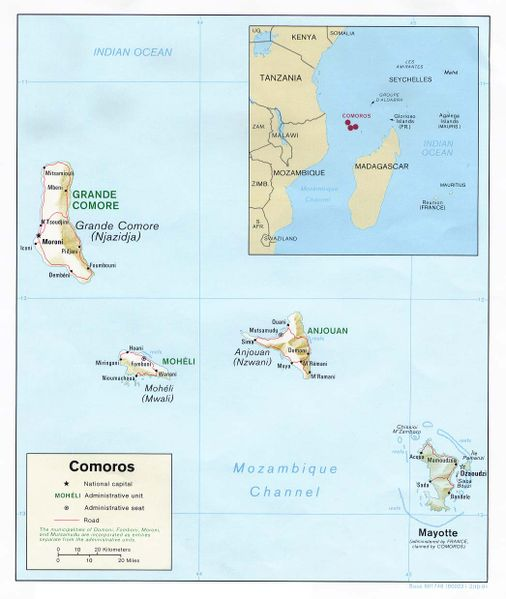
Kaart van de Comoren

De Katholieke Kerk in de Comoren is een onderdeel van de wereldwijde Rooms-Katholieke Kerk, onder het geestelijk leiderschap van de paus en de curie in Rome.
In 2005 waren ongeveer 2.000 (0,3%) van de 650.000 inwoners van de Comoren lid van de Katholieke Kerk.
Het land is niet ingedeeld in bisdommen maar vormt (sinds 1 mei 2010) samen met het Frans overzees departement Mayotte het apostolisch vicariaat Archipel van de Comoren. Apostolisch vicaris is bisschop Charles Mahuza Yava. Bisschoppen van de Comoren zijn samen met collegas uit Mauritius, Réunion en de Seychellen lid van de bisschoppenconferentie van de Indische Oceaan. President van de bisschoppenconferentie is Denis Wiehe, bisschop van Port Victoria (Seychellen).
Apostolisch gedelegeerde voor de Comoren is aartsbisschop Tomasz Grysa, die tevens apostolisch nuntius is voor Madagaskar, Mauritius en de Seychellen.

## Indeling
- Apostolisch vicariaat
  - Apostolisch vicariaat Archipel van de Comoren

## Apostolische delegatie
- Apostolisch gedelegeerde
  - Bruno Musarò (25 september 1999 – 10 februari 2004)
  - Augustine Kasujja (22 april 2004 – 2 februari 2010)
  - Eugene Martin Nugent (13 februari 2010 - 10 januari 2015)
  - Paolo Rocco Gualtieri (13 november 2015 – 6 augustus 2022)
  - Tomasz Grysa (sinds 27 september 2022)